# Georg Brunsig von Brun
Georg Wilhelm Friedrich Brunsig Edler von Brun (* 8. November 1789 in Sankt Goar; † 9. Dezember 1858 in Görlitz) war ein preußischer General der Infanterie.

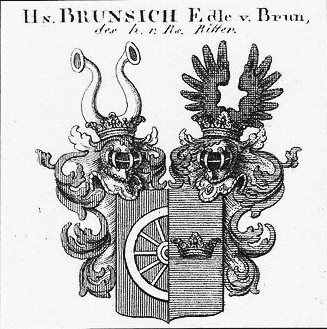
Wappen der Herren Brunsich, Edle von Brun

## Leben

### Herkunft
Georg Brunsig von Brun entstammte einer Familie, die um 1550 aus der Oberpfalz nach Peine gekommen war, wo sie sich nicht mehr „von Brun“, sondern zunächst „Brunsius“ und dann „Brunsich“ nannte. Sie stellte kurhannoversche Beamte und Offiziere und erhielt 1752 für den mecklenburg-strelitzischen Geheimen Rat Hartwig Heinrich Brunsich, General-Post-Direktor, Bevollmächtigter Minister, Münzpächter und Freimaurer, den Reichsadelsstand bestätigt, mit dem Reichsritterstand und dem Prädikat „Edler von Brun“. Dessen Neffe Heinrich Wilhelm Brunsich (1699–1787), kurhannoverscher Amtmann zu Nienover, erhielt 1780 eine kaiserliche Adelsbestätigung mit dem Prädikat „von Brun“. Georg war der Sohn des hessischen Kapitäns Nikolaus Adam Wilhelm Brunsig Edler von Brun und dessen Ehefrau Karoline, geborene Wachter. Nikolaus Adam Wilhelm war ein Enkel des Heinrich Wilhelm Brunsich, der 1780 sein Adelsdiplom erhalten hatte.

### Militärkarriere
Brun trat 1799 in hessische Dienste, wurde im Regiment seines Vaters angestellt und avancierte bis 1806 zum Sekondeleutnant. Nach dem Vierten Koalitionskrieg und der Auflösung der Kurhessischen Armee trat Brun in die westfälische Armee über und nahm als Premierleutnant im 1. Linienregiment 1809 bei Dobendorf, Braunschweig und Nossen an den Kämpfen gegen Schill teil. Im August 1810 stieg er zum Kapitän im 8. Infanterieregiment auf. In dieser Eigenschaft nahm Brun 1812 während des Russlandfeldzugs an der Schlacht bei Moschaisk teil. Auf dem Rückzug blieb er krank in Königsberg zurück und schloss sich nach seiner Genesung der Russisch-Deutschen Legion an. Er machte die Belagerung von Hamburg mit, kämpfte bei Sehestedt, an der Göhrde und bei Vellahn. Für Sehestedt wurde Brun mit dem Orden des Heiligen Wladimir IV. Klasse ausgezeichnet.
Aus der Legion formierte sich das 31. Infanterie-Regiment der Preußischen Armee und Brun wurde am 31. März 1815 als Kapitän und Kompaniechef mit Patent vom 7. April 1813 in diesem Verband angestellt. In der Schlacht bei Wavre wurde er verwundet und mit dem Eisernen Kreuz II. Klasse ausgezeichnet. Nach dem Friedensschluss bezog er in Nordhausen Garnison, wo es zu einem Zerwürfnis mit seinem Bataillonskommandeur von Natzmer kam. Daraufhin wurde Brun durch ein Kriegsgericht zu einem mehrjährigen Festungsarrest verurteilt. Vor Ablauf seiner Strafe wurde er jedoch begnadigt und durch Kabinettsorder vom 26. Juli 1819 dem 29. Infanterie-Regiment aggregiert. Da er keine Dienststellung innehatte, beschäftigte Brun sich mit Verbesserungsvorschlägen für die Divisionsschule in Trier. Nach dem Tod des Direktors Johann Bachofen von Echt übernahm er am 19. Mai 1824 dessen Posten bei der 16. Division. Mitte Juni 1825 erfolgte seine Versetzung als ältester Kompaniechef in das 10. Infanterie-Regiment und dort avancierte er am 7. September 1828 zum Major. Brun fungierte vom 8. Mai 1829 bis zum 29. März 1830 als Direktor der Divisionsschule der 11. Division und anschließend als Kommandeur des I. Bataillons im 10. Landwehr-Regiment. Sieben Jahre später trat er in gleicher Eigenschaft in das 10. Infanterie-Regiment zurück, wurde Ende März 1840 Oberstleutnant und am 25. März 1841 mit der Führung des 5. Infanterie-Regiments beauftragt. Am 13. Januar 1842 folgte seine Ernennung zum Regimentskommandeur in Danzig und am 7. April 1842 die Beförderung zum Oberst. Daran schloss sich vom 10. Juni 1846 bis zum 10. April 1848 eine Verwendung als Kommandeur der 9. Infanterie-Brigade in Glogau an. Brun kehrte anschließend nach Trier zurück und erhielt das Kommando über die 16. Infanterie-Brigade. In dieser Stellung wurde er am 10. Mai 1848 Generalmajor.
Anlässlich der Niederschlagung der revolutionären Unruhen in der Pfalz und Baden war Brun mit der Führung der 4. Division beauftragt. Er nahm an den Kämpfen bei Kirchheimbolanden, Waghäusel und Wiesenthal teil. Während der Besetzung Badens blieb er in Karlsruhe. Sein Verhalten wurde am 20. September 1849 durch die Verleihung des Ordens Pour le Mérite gewürdigt. Von Großherzog Leopold erhielt Brun das Großkreuz des Ordens vom Zähringer Löwen. Nach der Rückkehr in das Friedensverhältnis war er kurzzeitig Kommandeur der 15. Infanterie-Brigade, wurde am 4. November 1851 Kommandeur der 13. Division in Münster sowie am 23. März 1852 Generalleutnant. 1855 beging Brun sein 50-jähriges Dienstjubiläum und trat am 2. April 1857 aus gesundheitlichen Gründen unter Verleihung des Charakters als General der Infanterie in den Ruhestand. Am Jahrestag des Gefechts bei Kuppenheim verlieh ihm König Friedrich Wilhelm IV. am 30. Juni 1857 den Roten Adlerorden I. Klasse mit Eichenlaub.

### Familie
Brun war mit Henriette August Karoline Riemann (1798–1833) verheiratet. Nach ihrem Tod ehelichte er Mathilde Schulze (1812–1887). Aus den Ehen gingen folgende Kinder hervor:
- Karoline (* 1821) ⚭ 1864 William von Nordenflycht (1815–1866)[6]
- Hermine (1823–1862) ⚭ 1846 William von Nordenflycht
- August (1824–1905), preußischer Generalmajor
- Claudia ⚭ den Archidiakonus Hergesell
- Lucie, Krankenschwester, erhielt für ihr Wirken im Deutschen Krieg 1866 den Louisenorden I. Klasse
- Hugo (* 1839)
- Ida (* 1840)
- Arthur (1845–1938), preußischer General der Infanterie
- Clara (1846–1887)